# 第一次英国锡克战争
第一次英国锡克战争（First Anglo-Sikh War）是指在1845年至1846年期间，英国东印度公司与锡克帝国之间的一场局部战争。这场战争以英国东印度公司的胜利而告终，也使得锡克帝国的部分领土被并入英印领地。

## 战争背景以及原因
19世纪初，锡克帝国大君兰吉特辛格将旁遮普纳入帝国的版图，并于英占领地接壤。兰吉特辛格同英国的维持谨慎而友好的外交政策，放弃了萨特累季河南岸的一些土地，同时，他也建立了自己的军事力量，以防止英国侵略和准备对阿富汗开战。他聘请了许多美国和欧洲的雇佣兵来训练自己的士兵使用火炮，并将一些印度教徒和穆斯林教徒吸收进他的军队。
因为阿富汗的分裂局面，锡克帝国夺取了白沙瓦和木尔坦的一些城市，还将查谟和克什米尔并入了帝国的版图。

### 锡克王国
1839年，兰吉特辛格驾崩。他死后，锡克帝国马上陷入混乱的局面中。兰吉特辛格的继承人，他的儿子卡拉克辛格不受欢迎，短短几个月就被剥夺了权利，后来在监狱中神秘的死亡了。人们普遍认为，他是被毒死的。卡拉克辛格的儿子瑙尼哈尔坎瓦尔辛格在父亲被毒杀后，登上了王位。但是几个月后，他也神秘的死亡了；相传，他是在父亲的葬礼返回途经拉合尔时被高处落下的拱门砸死的。
这时的旁遮普有2大势力在进行权力的角逐。最后印度教派胜出，1841年1月，他们拥立了兰吉特辛格的最年长的私生子舍尔辛格。而失败的锡克教派不得不逃亡英控领地避难，但他们在旁遮普的军队中仍留有一定的影响力。
兰吉特辛格死后，旁遮普的军队数量急剧扩张，从1839年的29000人（192门火炮）到1845年的80000人。其宣布自己为"卡尔萨",即锡克民族的化身。 它的潘查亚特制度 （委员会）形成了王国内的后备力量，宣布Guru Gobind Singh的理想：锡克国已经复兴，将Sarbatt Khalsa即锡克王作为国家内最高的军事、政治、民事权力。 英国观察者将其诽谤为“危险的军事民主”。 旁遮普的英国代理人和访问者将这种控制表述为保持“教徒”对内的权威，但同时永远处在和杜尔巴（宫廷）对立的状态。在一次臭名昭著的叛乱中，锡克士兵发动暴乱，寻找任何一个看起来可能会讲波斯语的人（控制卡尔萨经济的会计使用这种语言），并杀死他们。
舍尔辛格无力支付卡尔萨的支出，尽管他据传在一个奢侈的庭院上挥霍无度。 1843年9月，他被他的表兄弟，Ajit Singh Sindhanwalia，一个卡尔萨官员，谋杀。 多格拉人开始向相关人员复仇，同时Jind Kaur，兰吉特辛格最年轻的遗孀，成为了她幼儿，日后的Dalip Singh Sukerchakia，的摄政王。維齊爾Hira Singn在尝试将从皇室金库（Toshkana）的东西偷出首都的时候，被Sham Singh Attariwala的军队杀死， 而后Jind Kaur'的兄弟Jawahir Singh 在 1844年12月成为了新的維齊爾。很显然的，他让他的工作陷入了一种很恐怖的状态，他试着对卡尔萨许诺不可能兑现的贿赂。 在1845年9月的一次阅兵，他在Jind Kaur和Dalip Singh Sukerchakia的面前被杀。
卡尔萨在这个时期依然没有接管整个王国。 尽管Jind Kaur公开宣誓要向杀死她兄弟的凶手复仇，她依然担任摄政王。Lal Singh，据说是她的情人，成文了新的維齊爾；而Tej Singh 成为了军队的指挥官。 锡克历史学家已经强调过这两个人在""多格拉""内非常有名。原本来自旁遮普以外高等种姓的印度，他们都在1818年转变为锡克教徒（和那时旁遮普大多数锡克人一样）。

### 英国人的行动
兰吉特辛格死后，东印度公司立刻开始扩充军力， 特别是临近旁遮普的地区。 1844年，他们占领了旁遮普南面的信德省。 同时他们也在Firozpur建立了营寨，距离旁遮普和英控印度的边境河仅几公里远。
印度的总督将军和他的继任者的这些行动和态度，受到人们的质疑。根据大多数英国的记载，他们相信卡尔萨，如果没有有力的领导来阻止他们，将会威胁英控印度的边境领土。但锡克和印度的历史学家已经指出，这些总督将军所做的军事准备并不是纯防御性的行动，例如修筑铁路，攻城武器等。
英国公众的态度受到他们前线地区的政治处发回的报告影响。 George Broadfoot少校，强调旁遮普的混乱，讲述宫廷里面的腐败行为。 因为一些英国官员，非常期望将英国的影响和控制渗入旁遮普。这个国家（英国）也以盗窃财富而闻名，Koh-i-Noor当然也是旁遮普的众多财富之一。如果没有这些，东印度公司不太可能会在战争爆发前就故意试图渗入旁遮普，因为他们其实并没有足够的人力和资源来占领这些领土。（这一点在第二次英国锡克战争中被证实了）
无论如何，英国军队在边境上非常公开并看来非常具有侵略性的军事建筑加深了旁遮普和卡尔萨内部的紧张气氛。

## 战争的爆发和进程
由于相互的利益冲突，锡克宫廷和东印度公司相互指责，外交关系破裂。 一个东印度公司的军队开始向Ferozepur行军，那里已经有一个分队在驻扎。 这支军队由孟加拉军的指挥官Hugn Gough率领。随行的有孟加拉的英国总督将军，Henry Hardinge， 他将自己安排在军队的副职。 这支""英国""军队按照孟加拉军团编制，一个英国士兵伴随3至4名孟加拉步兵或骑兵。 大多数火炮是轻炮，来自孟加拉精锐马拉火炮队。
作为对英国行动的回应,锡克军队开始在1845年12月11日进入Sutlej。 尽管这支军队的领导和骨干是锡克人，其中也有旁遮普人，克什米尔人和普什图族人。 主要火器是重步枪兵，受过欧洲雇佣军的训练。
锡克人声称他们只是进入河东岸的锡克的领土（特别是Moran的村庄，存在主权纷争），但是这个移动被英国人认为是明显的敌意和宣战。一个Tej Singh领导的军队作为前锋前往Ferozepur,但并没有尝试包围或者袭击英国人。 另一个Lal singh领导的军队与12月18日与英国人的先锋接战（Battle of Mudki）。英国人在勉强取胜。
第二天，英国人在随后的战役中攻至锡克的工事附近。 Gough希望立刻进攻，但是Hardinge使用他总督将军的权限越权组织了Gough的计划，命令他等待Ferozepur的支援。当12月21日他们汇合后，Gough在日落前的几小时发动了进攻。精良的锡克火炮重创了英国军队，锡克步兵也奉不顾身地战斗。另一方面，锡克军队的精锐，非正规的骑兵部队，相比之下不敌Gough的步兵和骑兵部队，没有被Lal Singh投入战场。

## 相关
- 第二次英国锡克战争